# Vilina Vlas
Le Vilina Vlas est un hôtel situé près de Višegrad, en Bosnie-Herzégovine. Il fait partie des principaux centres de détention et des camps de viol où les civils Bosniaques prisonniers étaient battus, torturés et assassinés et, dans le cas des femmes, violées par des Serbes pendant les massacres de Višegrad commis au cours de la guerre de Bosnie-Herzégovine dans les années 1990. Le bâtiment se trouve dans le village de Višegradska Banja, à 4 kilomètres environ au nord-est de Višegrad.
Après la guerre, le Vilina Vlas rouvre et accueille des touristes. Les Serbes locaux s'opposent activement à la construction d'un mémorial et cherchent à effacer les indications relatives aux atrocités commises.

## Le camp
En 1992, le camp de concentration et le camp de viol à l'hôtel Vilina Vlas font partie des principaux lieux de détention dans le secteur de Višegrad. Le camp ouvre fin avril 1992 et joue un rôle important dans la politique de nettoyage ethnique contre les populations non-Serbes des environs. L'hôtel tient lieu de « bordel » pour le camp : les femmes et filles bosniaques, dont beaucoup n'avaient pas encore 14 ans, sont convoyées au camp par des membres de la police et des groupes paramilitaires des Aigles blancs (en) ou des hommes de Željko Ražnatović et Vojislav Šešelj.
Milan Lukić (en), chef d'un groupe paramilitaire local portant le surnom des Aigles blancs, des Vengeurs ou des Loups, installe son quartier général à l'hôtel Vilina Vlas.
Il semble que nombreux viols commis dans le secteur de Višegrad aient pris la forme d'une campagne systématique. D'après les rapports de la Commission d'experts créée en vertu du Conseil de sécurité 780 (Commission Bassiouni), les victimes étaient raflés puis transportées dans des lieux comme Vilina Vlas et l'hôtel Višegrad afin d'y être emprisonnées et violées.
D'après un rapport de la Commission Bassiouni, 200 femmes — principalement bosniaques — étaient détenues à Vilina Vlas et victimes d'agressions sexuelles. L'hôtel avait la réputation de ne contenir que des femmes jeunes et belles et d'après un témoignage, les prisonnières étaient choisies pour porter des enfants Tchetniks et sélectionnées avec soin. D'après le rapport, les femmes plus jeunes étaient emmenées à l'hôtel alors que les femmes plus mûres étaient conduites ailleurs, dans des maisons abandonnées et occupées, puis elles étaient violées. Le nombre des signalements et leur cohérence sont considérés comme une confirmation raisonnable que de très nombreux viols ont été perpétrés dans l'hôtel.
Les détenues étaient violées plusieurs fois et battues avec des matraques,. De nombreuses victimes ont été tuées, d'autres ont été exilées, et d'autres encore ont souffert de graves troubles psychiques ou se sont suicidées. Seules quelques prisonnières ont survécu, moins de dix selon l'Association of Women Victims of War (en), organisme qui travaille auprès des survivantes et milite pour la poursuite des criminels. La plupart des prisonnières ont été assassinées ou se sont suicidées. Les corps des victimes n'ont pas été trouvés et il semble qu'ils aient été enterrés dans des charniers secrets puis enterrés de nouveau ailleurs.
Pendant le massacre de Sjeverin (en), Milan Lukić (en) a enlevé 16 Bosniaques qui voyageaient en bus et les emmène à Vilina Vlas, où ils sont torturés puis assassinés.

## Procès
Milan Lukić est déclaré coupable d'avoir exécuté les détenus du camp. Il n'est pas inculpé pour les viols malgré les nombreux témoignages.
Oliver Krsmanović est accusé de viol et d'abus sexuels graves sur les prisonnières bosniaques à Vilina Vlas et il doit aussi répondre du massacre de 70 Bosniaques dans le village de Bikavac.